# والری دولین
والری دولین (روسی: Валерий Алексеевич Долинин؛ ۲۵ july ۱۹۵۳ – ۱۵ نوامبر ۲۰۲۱ (۶۸ ساله)) ورزشکار روئینگ اهل روسیه بود.
وی در مسابقات کشوری و بین‌المللی در مجموع برندهٔ ۲ مدال طلا، ۳ مدال نقره، ۱ مدال برنز شده‌است.